# Cotagaitilla
Cotagaitilla ist eine Ortschaft im Departamento Potosí im südamerikanischen Andenstaat Bolivien.

## Lage im Nahraum
Cotagaitilla liegt in der Provinz Nor Chichas und ist eine Ortschaft im Cantón Cotagaita im Municipio Cotagaita. Cotagaitilla liegt auf einer Höhe von 2770 m am rechten, östlichen Ufer des Río Caiti, der einen Kilometer flussabwärts in den Río Cotagaita mündet, einen Zufluss zum Río Pilcomayo, der über den Río Paraguay und den Río de la Plata zum Atlantischen Ozean hin entwässert.

## Geographie
Cotagaitilla liegt auf dem bolivianischen Altiplano in den nördlichen Ausläufern der Anden-Gebirgskette der Cordillera de Lípez. Das Klima der Region ist arid und weist ein deutliches Tageszeitenklima auf, bei dem die täglichen Temperaturschwankungen stärker ausfallen als die Temperaturschwankungen im Jahresverlauf.
Die mittlere Jahrestemperatur der Region liegt bei 11 °C (siehe Klimadiagramm Atocha), mit einem Monatsdurchschnittswert von 6–7 °C im Juni/Juli und 13–14 °C von November bis März. Der Jahresniederschlag beträgt niedrige 200 mm, wobei die Monate April bis Oktober nahezu niederschlagsfrei sind. Nur von November bis März fallen nennenswerte Niederschläge, mit einem Maximum von etwa 50 mm Monatsniederschlag im Januar.

## Verkehrsnetz
Cotagaitilla liegt in einer Entfernung von 260 Straßenkilometer südlich von Potosí, der Hauptstadt des Departamentos.
Von Potosí aus führt die asphaltierte Nationalstraße Ruta 1, die vom Titicacasee aus in südöstlicher Richtung bis zur argentinischen Grenze führt, über 37 Kilometer nach Cuchu Ingenio. Von dort aus zweigt die Ruta 7 in südlicher Richtung ab und erreicht über Vitichi und Tumusla nach 203 Kilometern Cotagaita. Die Ruta 7 überquert dann auf einer Brücke den Río Cotagaita, und dort am Nordrand der Ortschaft Llajta Chimpa zweigt eine Nebenstraße in westlicher Richtung von der Ruta 7 ab, verläuft auf der südwestlichen, rechten Flussseite des Río Cotagaita und erreicht Iricsina nach zwölf Kilometern. Von Iricsina aus folgt man dem Río Cotagaita weitere fünf Kilometer bis zur Ortschaft Cotagaitilla.

## Bevölkerung
Die Einwohnerzahl der Ortschaft ist in dem Jahrzehnt zwischen den beiden letzten Volkszählungen um etwa ein Drittel zurückgegangen:
| Jahr | Einwohner         | Quelle       |
| ---- | ----------------- | ------------ |
| 1992 | keine Detaildaten | Volkszählung |
| 2001 | 343               | Volkszählung |
| 2012 | 245               | Volkszählung |
| 2024 |                   | Volkszählung |

Die Bevölkerung der Region gehört vor allem dem indigenen Volk der Quechua an, 96,1 Prozent der Einwohner im Municipio Cotagaita sprechen Quechua.